# Parangal
Parangal je alat i ribolovna tehnika namijenjena lovu pridnene i pelagijske ribe, a koristi se u gospodarskom i sportskom ribolovu. Prednost mu je u odnosu na klasičnu kančanicu to što obuhvaća veću površinu ulova za razliku od lova kančanicom na mjestu.
Parangal se sastoji od osnovne uzice (duge 100 do 1000 m), na koju su, na razmacima, privezane tanje, postrane uzice (duge 0,5 do 5 m), s udicama na kraju. Obje vrste uzica izrađene su od poliamidnih niti ili od metalne žice. Parangal može biti plutajući, lebdeći ili dubinski, a označen je plovcima koji su posebnim uzicama privezani za osnovnu uzicu. Polaže se iz čamca ili broda. Upotrebljava se na otvorenim morima i oceanima za lov bakalara i riba iz por. tuna, a u Jadranu za lov oslića, arbuna, kanjca, ugora i dr. Parangal za lov na slatkim vodama upotrebljava se isključivo u gospodarskom izlovu pod imenom struk.

## Vanjske poveznice
|  | Zajednički poslužitelj ima još gradiva o temi Parangal |